# دیازپام
دیازپام (به انگلیسی: Diazepam) با نام تجاری والیوم (به انگلیسی: Valium) داروی مسکن و خواب‌آور است که برای تسکین اضطراب، اختلالات خواب و اختلالات هراس تجویز می‌شود. این دارو همچنین به‌عنوان ضد تشنج و شل‌کننده ماهیچه اسکلتی، درمان انقباض عضلانی و تشنج (تب و تشنج در کودکان یا حمله صرع) نیز استفاده می‌شود.
دسته دارویی: خواب‌آور، ضد تشنج، (بنزودیازپینها)

## موارد مصرف
دیازپام دارویی مسکن و خواب‌آور است که در رده درمانی بنزودیازپین‌های طولانی اثر قرار می‌گیرد و متابولیتهای کبدی آن نیز فعال هستند. دیازپام برای تسکین اضطراب، اختلالات خواب و اختلالات هراس تجویز می‌شود. این دارو همچنین به‌عنوان ضد تشنج و شل‌کننده ماهیچه اسکلتی، درمان انقباض عضلانی و تشنج (تب و تشنج در کودکان یا حمله صرع) نیز استفاده می‌شود.
این دارو برای اضطراب، سندرم قطع مصرف الکل، اختلالات تشنجی، درمان اضافه صرع میوکلونیک، درمان وحشت و ترس بیش از حد، درمان کمکی برای آندوسکوپی، اسپاسم عضلات اسکلتی، سردرد، تکان‌های غیرارادی یا لرزش و برای درمان بی‌خوابی ناشی از سم‌زدایی مواد افیونی در افراد بستری به صورت عضلانیتوصیه می‌شود.
در کوتاه مدت برای درمان‌اضطراب و بی‌خوابی، و به‌عنوان داروی کمکی است که در درمان علائم حاد قطع مصرف‌داروها، حمله مداوم صرعی و تشنجات‌ناشی از تب و مسمومیت‌ها، گرفتگی عضلات اسکلتی، مصرف قبل از جراحی (به‌عنوان داروی پیش بیهوشی) به‌کارمی رود.
در سال ۲۰۲۰ میلتدی، ایالات متحده آمریکا آن را به عنوان یک اسپری بینی برای قطع فعالیت تشنج در افراد مبتلا به صرع تصویب کرد. دیازپام داروی منتخب برای درمان وابستگی بنزودیازپین به علت نیمه عمر طولانی آن است که باعث کاهش آسان‌تر دوز می‌شود. بنزودیازپین‌ها در مصرف بیش از حد سمیت نسبتاً کمی دارند.
سایر موارد مصرف عبارتند از:
- درمان علائم عصبی مرتبط با سرگیجه[۴]
- درمان کزاز به همراه سایر اقدامات درمانی فشرده[۵]
- درمان کمکی در فلج عضلانی اسپاستیک (پاراپلژی / تتراپلژی) ناشی از منشأ مغزی یا نخاعی شرایطی مانند سکته مغزی، اسکلروز متعدد، یا آسیب به نخاع (درمان طولانی مدت با دیگر انجام خدمات توان‌بخشی همراه)[۶]
- درمان تسکین‌دهنده سندرم فرد سفت[۷]
- درمان عوارض ناشی از یک بحران مصرف توهم زا و مصرف بیش از حد محرک و روان‌پریشی، مانند LSD، کوکائین یا متامفتامین[۸]
- پیشگیری از سمیت اکسیژن در طی درمان با اکسیژن هایپر بریک[۹]

## مکانیسم اثر
مانند سایر بنزودیازپین‌ها آگونیست گیرنده‌های بنزودیازپینی بوده که با اثر بر روی گیرنده‌های گاما آمینوبوتیریک اسید و در نهایت ورود یون کلر به نورونها اثرات خود را اعمال می‌کند. این دارو می‌تواند از طریق دهان گرفته شود، داخل روده وارد شود، به عضله تزریق شود، به داخل ورید تزریق شود یا به عنوان اسپری بینی استفاده شود. هنگامی که به رگ وارد شود، اثرات در یک تا پنج دقیقه شروع می‌شود و تا یک ساعت ادامه می‌یابد. از طریق دهان، اثرات پس از ۱۵ دقیقه تا یک و نیم ساعت بعد از مصرف شروع می‌شود.
مکانیسم آرام بخشی آن به‌طور دقیق مشخص نیست و به نظر می‌رسد بر روی GABA در مغز تأثیر دارد. فعالیت تشنجی را با تأثیر بر قشر حرکتی مخ سرکوب می‌کند.

## چگونگی مصرف
دیازپام بسته به شرایط متفاوت و در افراد متفاوت با مقادیر متفاوتی تجویز می‌شود. از دستورهای پزشکتان به دقت پیروی کنید و بدون نسخه مصرف نکنید.
شکل‌های مایع دیازپام را می‌توان با غذاهای مایع یا نیمه جامد مثل پوره مخلوط کرده و نگذارید دیازپام مایع یخ بزند. اگر یک نوبت را فراموش کردید، به محض اینکه آن را به یاد آوردید مصرفش کنید. اگر تقریباً موقع نوبت بعدی مصرف دارو رسیده‌است، نوبت فراموش شده را رها کرده به برنامه دارویی منظمتان بازگردید. مقدار دارو را دو برابر نکنید. نام تجاری معروف دیازپام والیوم است.
موارد احتیاط مصرف:
بررسی راه هوایی و تنفس و مداخله در صورت نیاز دیازپام وریدی را در بیماران مسن، بدحال و مبتلایان به COPD بسیار با احتیاط مصرف شود.

## هشدارها و عوارض جانبی
در صورت بروز هریک از علایم نادر ولی جدی زیر، مصرف دیازپام را قطع کرده، با پزشکتان تماس بگیرید:
افت قوای ذهنی؛ خواب‌آلودگی شدید؛ تکلم نامفهوم؛ ضربان قلب کند؛ تنگی‌نفس؛ عدم تعادل؛ بثورات جلدی؛ گلودرد؛ تب؛ لرز؛ کبودی یا خون‌ریزی غیرعادی؛ زخم‌های دهانی؛ زردی پوست یا چشمان؛ از دست رفتن حافظه؛ بی‌خوابی؛ اضطراب؛ یا تحریک‌پذیری.
دیازپام می‌تواند اعتیادآور باشد، دچار وسواس جنسی می‌شوید و علایم ترک دارو ممکن است در صورت قطع ناگهانی آن روی دهد؛ علایم ترک دارو عبارتند از:
گیجی، افت قوای ذهنی، دردهای شکمی، افزایش تعریق، تهوع، استفراغ، حساسیت به نور و صدا، یا احساس سوزن‌سوزن شدن یا گزگز.
اگر می‌خواهید مصرف دیازپام را قطع کنید با پزشکتان تماس بگیرید تا شاید این کار تدریجی انجام گیرد. علایم زیر ممکن است مشاهده شوند اما فقط در صورتی که مشکل‌ساز شوند نیاز به گزارش دارند:
سرگیجه، خواب‌آلودگی، خشکی دهان، سردرد، تهوع، یبوست، اسهال، ضربان قلب سریع و شدید، یا لرزش، تنگی نفس و …

### موارد منع مصرف
استفاده از دیازپام در موارد زیر اجتناب شود:
- آتاکسی
- افت شدید تنفسی.
- گلوکوم زاویه بسته حاد.
- نقص‌های شدید کبدی (هپاتیت و سیروز کبدی باعث از بین رفتن فاکتور دو می‌شود).
- نقص شدید کلیه (به عنوان مثال، بیماران دیالیزی).
- اختلالات کبدی.
- آپنه خواب شدید.
- افسردگی شدید، به ویژه هنگامی که با گرایش خودکشی همراه است.
- روان پریشی.
- بارداری یا شیردهی.
- احتیاط لازم در بیماران سالخورده یا ناتوان.
- کما یا شوک.
- قطع ناگهانی درمان.
- مسمومیت حاد با الکل، مواد مخدر یا سایر مواد روانگردان (به استثنای بعضی از توهم زاها یا مواد محرک، جایی که گاهی اوقات به عنوان درمانی برای مصرف بیش از حد دوز استفاده می‌شود).
- تاریخچه وابستگی به الکل یا مواد مخدر.
- میاستنی گراویس یک اختلال خود ایمنی است که باعث خستگی قابل توجهی می‌شود.
- حساسیت و آلرژی به هر نوع دارویی در کلاس بنزودیازپین.

## عوارض جانبی
عوارض جانبی بنزودیازپینها مانند دیازپام شامل فراموشی آنتروگراد، سردرگمی (به ویژه در دوزهای بالاتر) و آرام بخش است. افراد مسن بیشتر مستعد ابتلا به عوارض جانبی دیازپام مانند سردرگمی، فراموشی، آتاکسی و اثرات خماری و همچنین سقوط هستند. استفاده طولانی مدت از بنزودیازپینها مانند دیازپام با تحمل دارو، وابستگی بنزودیازپین و سندرم ترک بنزودیازپین همراه است. دیازپام مانند سایر بنزودیازپین‌ها می‌تواند حافظه کوتاه مدت و یادگیری اطلاعات جدید را مختل کند. در حالی که داروهای بنزودیازپین مانند دیازپام می‌توانند باعث فراموشی انتروگراد شوند، اما باعث فراموشی رتروگراد نمی‌شوند. اطلاعات آموخته شده قبل از استفاده از بنزودیازپین‌ها مختل نمی‌شود. تحمل در برابر اثرات شناختی بنزودیازپین‌ها با استفاده طولانی مدت تمایل به پیشرفت ندارند و افراد مسن نسبت به آنها حساس تر هستند. علاوه بر این، پس از قطع بنزودیازپین‌ها، نقص‌های شناختی ممکن است حداقل به مدت شش ماه ادامه یابد. مشخص نیست که آیا این اختلالات بیش از شش ماه طول می‌کشد تا کاهش یابد، یا دائمی باشد. بنزودیازپین‌ها همچنین ممکن است باعث افسردگی یا بدتر شوند. به عنوان مثال تزریق یا تزریق داخل وریدی مکرر دیازپام هنگام مدیریت تشنج ممکن است منجر به مسمومیت دارویی از جمله کاهش تنفس، آرامبخشی و افت فشار خون شود. تحمل دارو در صورت تزریق بیشتر از ۲۴ ساعت ممکن است ایجاد شود. آرام بخش‌ها و قرص‌های خواب‌آور، از جمله دیازپام، با افزایش خطر مرگ همراه است.

## وابستگی
عوامل متعددی در شکل‌گیری اعتیاد و وابستگی به دیازپام و سایر قرص‌های آرام بخش دخیل هستند. افرادی که به‌طور دائمی از این داروها استفاده می‌کنند به تدریج به آن وابسته شده و برای دستیابی به همان میزان آرامش قبلی، مجبور به مصرف میزان بیشتری از آن هستند. با مصرف دوزهای بالاتر، فرد دچار تحمل و مقاومت بدن شده و نه تنها به مصرف آرام بخش‌ها وابسته می‌شود، بلکه میزان مصرف خود را نیز دائماً افزایش می‌دهد. عامل دیگری که باعث وابستگی افراد می‌شود، بعد روانی نیاز به مصرف است. برای مثال افرادی که برای درمان پرخاشگری تحت تجویز قرص‌های آرامبخش قرار می‌گیرند، از نظر روحی نیز به آن وابسته شده و عادت می‌کند تا برای پیشگیری از بروز پرخاشگری، همواره به قرص‌های آرام بخش پناه ببرند. این افراد به احساس آرامش و نشئگی ناشی از مصرف مواد وابسته شده و به سرعت باعث رشد و توسعه بیماری اعتیاد می‌شوند. معتادان به آرام بخش‌ها استفاده از این قرص‌ها را به عنوان یک راه حل موقت برای تسکین دردهای جسمی و روحی خود انتخاب کرده و خواه ناخواه مرز بین مصرف درمانی، و سوء استفاده از مواد را گم می‌کنند. همین امر سبب می‌شود که به راحتی در دام چرخه اعتیاد گرفتار شده و باعث گسترش هرچه بیشتر این وابستگی شوند.
استفاده نادرست یا بیش از حد از دیازپام می‌تواند منجر به وابستگی شود. افراد در معرض خطر ویژه ای برای سوءاستفاده از دیازپام، سوء استفاده یا وابستگی عبارتند از:
- افرادی که سابقه مصرف الکل یا سوء مصرف مواد یا وابستگی به مواد را دارند[۷][۱۵] دیازپام ولع مصرف الکل را در مصرف‌کنندگان مشروبات الکلی افزایش می‌دهد. دیازپام همچنین میزان الکل مصرف شده توسط مشروبات الکلی را افزایش می‌دهد.[۱۶]
- افراد دارای اختلالات شدید شخصیتی مانند اختلال شخصیت مرزی[۱۷]

بیماران گرو ه‌های یادشده باید از نظر علائم سوءاستفاده و ایجاد وابستگی، در حین درمان از نزدیک تحت نظارت قرار گیرند. در صورت ذکر هر یک از علایم، درمان باید قطع شود، البته در صورت ایجاد وابستگی، باید درمان به تدریج قطع شود تا از علائم ترک شدید جلوگیری شود. درمان طولانی مدت در چنین مواردی توصیه نمی‌شود.
البته دیازپام برای کاهش مصرف در کسانی که از دوزهای بالای سایر بنزودیازپین‌ها استفاده می‌کنند انتخاب مناسبی است زیرا دارای نیمه عمر طولانی است بنابراین علائم ترک قابل تحمل است. روند کاهش بسیار کند (معمولاً از ۱۴ تا ۲۸ هفته) انجام می‌شود اما در صورت انجام مناسب، ایمن تلقی می‌شود.

## مصرف بیش از حد
فردی که بیش از حد دیازپام مصرف کرده‌است، معمولاً یک یا چند مورد از این علائم را در مدت زمان تقریباً چهار ساعت بلافاصله پس از مصرف بیش از حد مشکوک نشان می‌دهد:
خواب آلودگی،
سردرگمی ذهنی،
افت فشار خون،
عملکردهای حرکتی دچار اختلال می‌شوند،
رفلکسهای مختل شده،
هماهنگی مختل شده،
تعادل اختلال یافته،
سرگیجه،
کما.
این حالت گرچه معمولاً به تنهایی کشنده نیست، اما مصرف بیش از حد دیازپام یک اورژانس پزشکی محسوب می‌شود و به‌طور کلی نیاز به توجه فوری پرسنل پزشکی دارد. پادزهر مصرف بیش از حد دیازپام (یا هر بنزودیازپین دیگر) فلومازنیل (Anexate) است. این دارو فقط در مواردی که دارای سرکوب شدید تنفسی یا عوارض قلبی عروقی است، مصرف می‌شود. از آنجا که فلومازنیل یک داروی کوتاه مدت است و اثرات دیازپام می‌تواند روزها ادامه داشته باشد، ممکن است چندین دوز فلومازنیل لازم باشد. تنفس مصنوعی و تثبیت عملکردهای قلبی عروقی نیز ممکن است لازم باشد. اگرچه به‌طور معمول مشخص نشده‌است، از ذغال فعال می‌توان به دنبال مصرف بیش از حد دیازپام برای شست‌وشوی معده استفاده کرد. امسیس منع مصرف دارد. دیالیز کمی مؤثر است. فشارخون ممکن است با لوارترنول یا متارامینول درمان شود.